# Ухватов, Алексей Юрьевич
Алексе́й Юрьевич Ухва́тов (род. 21 апреля 1979, Омск) — российский офицер, майор (2009), Герой Российской Федерации (2009), во время Войны в Грузии — командир разведывательной роты 135-го мотострелкового полка 19-й мотострелковой дивизии 58-й общевойсковой армии Северо-Кавказского военного округа.

## Биография
Родился 21 апреля 1979 года в Омске в семье военнослужащих. Русский.
В 1996 году окончил среднюю школу в селе Гречишкино Новоайдарского района Луганской области.
В 1996—1999 годах учился в Омском высшем общевойсковом командном училище имени М. В. Фрунзе. (5 рота, 4 взвод)
В 2001 году окончил Новосибирский военный институт. После окончания института служил на Северном Кавказе.

### Война в Грузии
Участник боевых действий в Южной Осетии в ходе войны в Грузии, проходившей в августе 2008 года.
В ходе боёв в Лиахвском ущелье в 04:40 две батальонных тактических группы 135-го и 693-го мотострелкового полка пересекли мост в районе Гуфты, им навстречу из Цхинвала выдвинулись осетинские ополченцы. В это время в Цхинвали батальон ССПМ под командованием подполковника К. А. Тимермана (набранный из солдат 135-го мотострелкового полка) был блокирован и вёл бой.
В 11:00 российские войска и осетинские ополченцы встретились на Закском перевале. Ситуацией оперировал командир 58-й армии генерал-лейтенант А. Н. Хрулёв; он выяснил, какие выходы на Цхинвал безопасны, а какие уже перерезаны. Вызвав к себе командира разведроты 135-го полка капитана А. Ю. Ухватова, поручил ему проникнуть в занятый грузинами город для получения разведданных.
В 15:00 реактивная артиллерия[чья?] нанесла первый удар по Цхинвали; необходимо было оперативно войти в город и не дать грузинам организовать оборону, обеспечить подход из России основных сил, иначе бы штурм обошёлся большой кровью.
К вечеру 8 августа российская пехота пробилась на окраину Цхинвала. Ночью грузинские коммандос и пехота скопились на южной окраине города, но не могли проникнуть в Цхинвали — на пути была база российского батальона ССПМ (бывших миротворческих сил).
Капитан Ухватов с ротой в составе 23 человек в ночь на 9 августа обошёл грузинские заслоны и оказался на территории базы ССПМ. К тому моменту казарма ССПМ уже была разрушена грузинским танком, ликвидировавшим осетинского наводчика, размещавшегося на крыше казармы. По мирным объектам и по позициям батальона работал «Град», по утверждениям бывшего советника президента России А. Илларионова, принадлежащий российской стороне. В это время рота Ухватова и бывший миротворческий батальон сражались, не давая грузинам перебросить в город подкрепление. Появились первые потери — убитые и раненные, возможности переправить раненых в госпиталь не было.
Капитан Ухватов со своими разведчиками направился выслеживать грузинских артиллеристов. Около 01:00 он настигает расчёт вражеской установки «Град». Уничтожает экипаж, установку выводит из строя.
«Мы дошли в четыре утра. И сразу бой начался. Подкрепление должно было подойти к 11 утра. К этому времени боеприпасы у нас начали заканчиваться. В 12 вас нет, в час - нет, в два... Я уж думал, вообще никто не придет, — рассказывал Алексей военкору Александру Коцу. — В 11 часов у нас, конечно, жарко было. Мы только в плен взяли человек 16. Глупые какие-то попались граждане. Танк едет, мы на третьем этаже дома, а люки у танка открытые, как на параде. Я наводчика даже вижу. Ну в люк выстрелил, танк остановился. Я думаю, все, сейчас башню развернет, дом начнет складывать. Нет, вылезают командир и наводчик без оружия, в майках. Бегут - и за угол. От меня в 30 метрах. Я за ними. По-грузински знал одну фразу. «Как дела?» - спрашиваю. В общем, взяли их в плен. А на их танке сами часа полтора воевали. Потом еще два грузинских танка забрали. Начинка там, конечно, внутри... Наш танкист Мыльников залез туда, так у него улыбка потом сутки с лица не слезала. Вот грузинские штурмовики, что из Ирака вышли, те да, настроение нам портили. С ними интересно было, тяжело. Но, как их в Америке научили, так они и воевали. Огневую точку вскрывают и впятером, вшестером ее гасят. А мы разбились на 12 групп. И их со всех сторон... Взяли и арткорректировщика. Заходим в комнату, сидит мужчина на стульчике, радиостанция, планшет со свежей съемкой местности. И приборчик, похожий на видеокамеру. Он в нее смотрит, на точку наводит, на кнопочку нажимает, и снаряд прямо туда падает сразу. Я-то удивлялся, как они по нашим так четко лупят. Ну, в общем, я этот прибор беру, смотрю, с Никози грузинская колонна выходит. На кнопочку нажал. Туда - бум-бум-бум. Ого, думаю, ништяк! Сейчас навоюем. Но после этого штуковина работать перестала... Грузины на связь выходили: «Липа», вешайся! Я тебе подарок приготовил, встречай». Смотрим, танк выезжает, башней крутит. Ищут нас. А у нас на горе два танка стояли, их видно не было. Один из них спустился в квартал и притаился. Мы из автоматов - по грузинскому танку. Он остановился, ну его и распечатали. Башня аж сделала сальто и упала. Ни в одном фильме такого не видел. Ну я грузину и передаю: «Подарок получил, вскрыл, спасибо, запускай следующий»».
Грузинские войска пытались просочиться в Цхинвал с южной стороны, однако разведчики капитана Ухватова, разгромив установку «Град» противника, захватив в плен несколько грузинских военных, в том числе и сбитого над Цхинвалом лётчика, возвратились к миротворческому батальону. Навстречу им двигалась в пешем порядке и на машинах колона грузинских коммандос. Ухватов организовал огневую засаду. В 09:00 9 августа западная окраина Цхинвала была под контролем российских войск. Ухватов из города передал координаты огневых позиций противника. Российская артиллерия перенесла огонь на южную окраину города. Благодаря действиям Ухватова и точному огню артиллерии противник был уничтожен.
К 15:00 российские войска оперативно выдвинулись к центру города и взяли под контроль западную и северную его части. Миротворческий батальон на юге, где были сосредоточены основные силы грузин, уже еле держал оборону. Грузины сняли осаду миротворческого батальона и стягивали отряды к центру города, пытаясь блокировать действия штурмовых отрядов 135-го мотострелкового полка. В это же время рота капитана Ухватова атаковала грузин, не давая им маневрировать.
Указом Президента Российской Федерации от 5 февраля 2009 года за мужество и героизм, проявленные при исполнении воинского долга в Северо-Кавказском регионе, капитану Ухватову Алексею Юрьевичу присвоено звание Героя Российской Федерации с вручением знака особого отличия — медали «Золотая Звезда» (№ 939).
В сентябре 2009 года майор А. Ю. Ухватов был уволен с военной службы по окончании контракта.

### После увольнения
С октября 2009 года — слушатель Российской академии народного хозяйства и государственной службы при Президенте РФ (заочное отделение).
Живёт в городе Сочи.

## Прочие факты
О действиях разведчиков капитана Ухватова рассказал президенту РФ Д. А. Медведеву при собственном награждении военкор Александр Сладков, после чего были изучены обстоятельства событий и их участники были представлены к наградам. Сладков назвал Ухватова «первым российским героем в пятидневной войне».
Ухватов стал прототипом для персонажа киноленты «Август Восьмого» — командира миротворческого разведотряда Лёхи в исполнении Максима Матвеева. Алексей Ухватов выступил одним из консультантов фильма.

## Награды и звания
- Герой Российской Федерации (5 февраля 2009)
- Орден Мужества
- Медаль «За отвагу» (2003)
- Медаль «За воинскую доблесть» I степени
- Медаль «За отличие в военной службе» III степени
- Орден «Уацамонга» (20 февраля 2019, Южная Осетия)[10][10][11]